# 郭傳昌
郭传昌（？—？），字子冶，福建侯官（今屬福州市）人，祖籍福清，清末官员、诗人。

## 生平
光緒二十年（1894年）登甲午恩科二甲進士，同年五月，以主事分部学习，授官工部主事。改廣東博羅縣知縣。

## 著作
著有《惜斋诗集》等卷。